# Абрамова, Зинаида Ивановна
Зинаида Ивановна Абрамова (род. 21 февраля 1952, Бахчисарай, Крымская область, РСФСР, СССР) — биохимик, доктор биологических наук (1999 год).

## Биография
Родилась 21 февраля 1952 года в городе Бахчисарай Крымской области.
После окончания Казанского университета в 1975 году работает там же, с 1997 года ведущий научный сотрудник лаборатории биохимии нуклеиновых кислот.
В 1999 году защитила докторскую диссертацию по теме «Дезоксирибонуклеазы белков хроматина: свойства, субклеточная локализация и биологическая роль».
Заведующая лабораторией биохимии нуклеиновых кислот (с 2006 года). Одновременно профессор кафедры биохимии Казанского университета с 2006 года.
Также является заместителем председателя специализированного ученого Совета при Казанском государственном университете по защите докторских и кандидатских диссертаций; председателем ГАК по специальности «Биохимия» ГОУ ВПО «Удмуртский государственный университет»; экспертом Фонда содействия развитию малых форм предприятий в научно-технической сфере".

## Научная деятельность
Труды по биохимии ядерных белков — изучению молекулярных механизмов регуляции активности ферментов нуклеинового обмена.
Ею впервые охарактеризована нейтральная ДНКаза хроматина печени, способная инициировать репликативный синтез ДНК в покоящихся ядрах клеток; установлены регуляторы активности ядерных ДНКаз в процессе роста, развития и старения клетки.

## Сочинения
Влияние Ca, Mg-зависимой ДНКазы на синтез ДНК в ядрах эмбрионов морского ежа Strongylocentrotus intermedius // Биохимия. 1987. Т. 52, № 12 (соавтор).
Очистка и иммунохимическая характеристика нейтральной ДНКазы // Биохимия. 1993. Т. 58, № 9 (соавтор).